# Phymanthus pinnulatus
Phymanthus pinnulatus is een zeeanemonensoort uit de familie van de Phymanthidae. De wetenschappelijke naam van de soort is voor het eerst geldig gepubliceerd in 1877 door Klunzinger.